# Gymnura japonica
Gymnura japonica är en rockeart som först beskrevs av Temminck och Hermann Schlegel 1850.  Gymnura japonica ingår i släktet Gymnura och familjen Gymnuridae. IUCN kategoriserar arten globalt som otillräckligt studerad. Inga underarter finns listade i Catalogue of Life.